# Schuppose
Die Schuppose, auch Schupose, bezeichnet im Mittelalter einen Kleinbauernhof und dessen landwirtschaftliche Nutzfläche.

## Bedeutungen

### Kleinbauernhof
Im Mittelalter ist Schuppose eine Bezeichnung für einen Kleinbauernhof (landwirtschaftliche Kleinstelle), der eine Familie ernähren kann. Dazu gehören Acker- und Wiesland in der Gewannflur und Nutzungsrechte (Holzrechte, Allmendrechte), in Weinanbaugebieten auch Rebland. Der meist hörige Schupposer (Kleinbauer) entrichtet seinem Grundherrn feste Abgaben (Gefälle, Feudalrente) in Naturalien oder Geld und ist auch zum Frondienst verpflichtet (siehe Villikation). Die Schuppose ist in den Quellen sowohl als Erblehen als auch als Zeitlehen belegt.

### Flächenmaß
Die Schuppose als landwirtschaftliche Nutzfläche („Flächenmaß“) misst meist eine Viertel, mitunter auch eine halbe Hube; die absolute Fläche einer Schuppose beträgt meist rund 12 Jucharten (oft 9 Jucharten Acker und 3 Jucharten Wiese).

## Sprachliches

### Sprachliche Herkunft
Das Wort Schuppose erscheint in den mittelalterlichen Quellen in einer Vielzahl unterschiedlicher Schreibweisen, die bereits Jacob Grimm gesammelt und chronologisch geordnet hat. Die sprachliche Ableitung des (wohl aus zwei Teilen zusammengesetzten) Wortes ist umstritten und wird wohl nicht endgültig geklärt werden können; vorgeschlagen wurden u. a. folgende Ableitungen
- vom mittellateinischen schoppa (Schopf, Schuppen)
- vom mittelhochdeutschen schuoch (Schuh), die Schuppose dann als Schuhfleck oder Schuhlappen gedeutet
- scoub (Getreidegarbe) + pôzan, possen (schlagen); also etwa unaufgebundene Getreidegarben dreschen
- Deutung als Schuppes-Gut = Schupflehen
- Der zweite Wortteil (-pose) zum romanischen Wort pose od. pusa, das in der Westschweiz ebenfalls für ein bestimmtes Landmass belegt ist; anderswo abgeleitet von bose, französisch botte (Stroh- oder Flachsbund)

Das Wort ist wohl sicher alemannischer Herkunft, und die lateinische Form (scoposa und ähnlich) dürfte, obwohl zeitlich in den Urkunden noch vor der volkssprachlichen Form belegt, aus dem Mittelhochdeutschen entlehnt sein.

### Synonyme
Ungefähr gleichbedeutend mit Schuppose sind die lateinischen Ausdrücke diurnale (in den Acta Murensia), lunadium und tresiusiurnale.

## Örtliche Verbreitung
Die Bezeichnung Schuppose ist ab dem 12. Jahrhundert belegt in lateinischen und mittelhochdeutschen Urkunden aus dem alemannischen Raum belegt, so im Schweizer Mittelland, in Südwestdeutschland und im Elsass. Häufig erscheint das Wort z. B. im Habsburger Urbar (um 1306).

## Fortleben des Wortes
Heute lebt die Schuppose weiter in Familiennamen (z. B. Schuppisser, der ursprünglich den Bewohner einer Schuppose bezeichnete) und in zahlreichen Ortsnamen.